# БТР-Т
БТР-Т — российский тяжёлый бронетранспортёр — боевая гусеничная бронемашина, оснащённая вооружением, предназначенная для использования в мотострелковых подразделениях сухопутных войск.

## История создания
БТР-Т был разработан и создан на Омском заводе транспортного машиностроения (ОАО КБТМ), работа велась в инициативном порядке, на собственные средства. В итоге получилась боевая машина, по уровню общей защищенности не уступающая, а по противоминной защите, в частности, — превосходящая основные боевые танки.
Бронетранспортёр создан на базе Т-55, однако создание тяжёлого бронетранспортёра возможно на базе любой модели основного танка Вооружённых Сил Российской Федерации (ВС России). Штатная башня была заменена на низкопрофильную башню с 30-мм пушкой 2А42 и ПТРК 9М113 «Конкурс». Впервые БТР-Т был представлен на выставке «ВТТВ-Омск-97».
В начале 2000-х гг. БТР-Т демонстрировался на выставках вооружений, но заказов на его производство не поступало. На вооружение машина не поступила из-за своих конструкционных недостатков, в том числе низкой по сравнению с современными танками защиты и неудачно реализованного спешивания и размещения десанта, а также из-за финансовых и производственных проблем её разработчиков ОКБТМ.

## Конструктивные особенности
Создание тяжёлого БТР обосновывается тем, что обычные БТР не в состоянии обеспечить должную защиту личного состава от современного оружия из-за слабой брони. Применение БТР-Т предусматривается прежде всего в обстановке вероятного применения РПГ и т. п., например, в уличных боях.
Полностью закрытый корпус БТР-Т отличается от корпуса базовой машины встроенной динамической защитой, а также дополнительной противоминной защитой. Борта корпуса и элементы подвески ходовой части прикрыты стальными броневыми экранами. Верхняя часть бортов корпуса имеет внутренний (основной) и наружный (дополнительный) броневые листы.
Защищенность машины повышена также за счет использования двенадцати дымовых гранатометов системы 902 «Туча».
Танковые броневые люки устанавливаются в вертикальное положение и обеспечивают броневой экран при выходе десанта наружу. Обитаемые отделения оборудуются современной системой жизнеобеспечения, позволяющей экипажу и десанту действовать в условиях применения оружия массового поражения в любых климатических условиях.

## Варианты вооружения
1. Автоматическая 30-мм пушка 2А42, 1 пусковая установка ПТУР «Конкурс».
2. Автоматическая 30-мм пушка 2А42, автоматический 30-мм гранатомёт АГС-17.
3. Двухствольный 30-мм автомат 2А38.
4. 12,7-мм зенитный пулемёт НСВ, 2 пусковые установки ПТУР «Конкурс».
5. 12,7-мм зенитный пулемёт НСВ, автоматический 30-мм гранатомёт АГС-17.